# ريتشي غريفيثز
ريتشي غريفيثز (بالإنجليزية: Richie Griffiths)‏ (21 مارس 1942 في المملكة المتحدة - ) هو لاعب كرة قدم بريطاني في مركز الظهير. لعب مع كولتشستر يونايتد.